# Chamber Orchestra of Europe
Het Chamber Orchestra of Europe (COE) is een symfonieorkest opgericht in 1981. Het orkest is gevestigd in Londen en bestaat uit 50 leden van 15 verschillende nationaliteiten. De orkestleden komen op projectbasis bij elkaar en hebben allen ook een carrière als internationaal solist, als lid van kamermuziekensembles of als docent.

## Historie
Het orkest werd opgericht in 1981, toen een aantal leden van het European Community Youth Orchestra (ECYO) de leeftijdsgrens van 23 jaar bereikten, waardoor ze dit orkest moesten verlaten. Omdat ze door wilden gaan met samen musiceren, ontstond het idee om een nieuw professioneel kamerorkest op te richten. De toenmalige dirigent van het ECYO, Claudio Abbado, zegde zijn steun toe en werd toen ook de artistiek leider van het nieuwe orkest. De eerste tournee door Europa van het orkest onder Abbado zorgde meteen voor bekendheid van het orkest, wat verder werd ondersteund door onderscheidingen voor opnamen van werk van Rossini en Schubert onder leiding van Abbado.

## Activiteiten
Concerten worden gegeven in de grote steden van Europa en af en toe ook de Verenigde Staten, Hongkong, Japan en Australië. Het COE heeft sterke banden met de Deutsche Ensemble Akademie en de Alte Oper in Frankfurt en het Styriarte Festival in Graz, de Philharmonie in Keulen, de Cité de la Musique in Parijs, en de festivals van Berlijn, Bremen en Salzburg.
Naast Abbado heeft ook de Oostenrijkse dirigent Nikolaus Harnoncourt nauwe banden met het orkest. Zijn vrouw Alice is erelid van het orkest. Met Harnoncourt heeft het orkest onder andere de negen symfonieën van Ludwig van Beethoven opgenomen. Deze opname werd met diverse internationale prijzen onderscheiden.
In februari 2012 speelde het orkest in Amsterdam in het Concertgebouw. Onder leiding van Bernard Haitink werd een Beethovencyclus uitgevoerd, bestaande uit o.a. de symfonieën 1, 4, 6, 7 en 9.